# Oleksandropil, Nikopol
Oleksandropil (în ucraineană Олександропіль) este un sat în comuna Șevcenkove din raionul Nikopol, regiunea Dnipropetrovsk, Ucraina.

## Demografie
Componența lingvistică a localității Oleksandropil
     Ucraineană (92,65%)
     Rusă (7,35%)
Conform recensământului din 2001, majoritatea populației localității Oleksandropil era vorbitoare de ucraineană (92,65%), existând în minoritate și vorbitori de rusă (7,35%).